# Luminița Anghel
Luminița Anghel [lumiˈnit͡sa ˈaŋɡel] (* 7. Oktober 1968 in Bukarest) ist eine rumänische Sängerin und Politikerin.

## Leben und Wirken
Sie absolvierte die Școala Populară de Artă, Fachrichtung Gesang, und schloss ein Studium der Soziologie und Psychologie an der Spiru-Haret-Universität ab.
1993 gewann Anghel den ersten Preis des Gesangswettbewerbs „Mamaia“, 1995 und 1996 belegt sie jeweils den dritten Rang. Beim internationalen Golden Stag Festival in Brașov gewann sie 2001 den ersten Preis und die Trophäe für den besten internationalen Gesang. Auch beim Discovery-Festival in Bulgarien und dem Voice-of-Asia-Wettbewerb in Kasachstan belegte sie erste Plätze.

## Eurovision Song Contest
Sie vertrat Rumänien beim Eurovision Song Contest 2005 im ukrainischen Kiew mit dem Lied „Let me try“, das sie zusammen mit der Gruppe Sistem vortrug, und erreichte im Finale den dritten Platz, nachdem sie das Halbfinale zuvor gewonnen hatte. Allerdings nahm sie bereits 1994, 1996, 1998, 2000 und 2002 an der rumänischen Vorauswahl teil, konnte sich aber nicht für die Endrunde qualifizieren. 2010 trat sie erneut an, dieses Mal zusammen mit Tony Tomas, Adrian Piper und dem Lied „Save their lives“. Es erreichte den zweiten Rang.
2013 nahm sie erneut an der Vorentscheidung für Rumänien mit ihrem Lied Unique teil, schied aber aus.

## Politik
Bei den Parlamentswahlen im Jahr 2008 trat sie für die Sozialdemokratische Partei in Bukarest an, wurde aber nicht in die Abgeordnetenkammer gewählt.